# Deset nectnostných činů
Deset nectností nebo nectnostných činů (v sanskrtu: daśākuśala) je desítka negativních skutků těla, řeči nebo mysli, které mají v buddhismu pro aktéry přímé karmické následky.

## Negativní skutky těla
- Zabíjení, vzít život (následek: krátký život)
- Kradení, braní toho, co nám není dáváno (následek: mnohá neštěstí a újmy)
- Špatné sexuální chování (následek: mnoho nepřátel a protivníků)

## Negativní skutky řeči
- Lhaní (následek: aktér bude proklínán)
- Pomlouvání, šíření nesouladu (následek: odloučení od přátel)
- Příkrá, sprostá mluva (následek: vyslechnutí nepříjemných věcí)
- Prázdné tlachání (následek: aktér bude postrádat noblesnost)

## Negativní skutky mysli
- Chamtivost (následek: budou zničeny aktérovy naděje)
- Zlovůle, nenávist (následek: aktér bude mít mnoho obav)
- Rozvíjení špatných náhledů (následek: aktér bude mít chybné názory)